# Yokohama (Huhn)
Yokohama ist eine in Deutschland aus japanischen Ursprungstieren erzüchtete Haushuhnrasse, die zu den Langschwanzhühnern gerechnet wird. Im Jahre 1869 wurden die Ausgangstiere in Deutschland eingeführt. Diese Rasse ist weltweit verbreitet aufgrund ihrer dekorativen Eigenschaften. Insbesondere die auffällige Schwanzbefiederung des Hahns und die Farbkombinationen sind typische Merkmale der Rasse.

## Eigenschaften
Yokohamas sind vom Körperbau fasanenartig und ähneln dem Kämpfertyp. Sie sind reich befiedert und haben die bereits erwähnten langen Schwänze. Die Kehllappen sind klein und auf dem Kopf sitzt ein kleiner Wulstkamm. Die Hennen sind gute Glucken.
In der Haltung sind die Tiere unkompliziert und winterhart. Der Stall muss aber auf die lange und üppige Schwanzbefiederung eingerichtet sein, um Gefiederschäden zu vermeiden.
Diese Rasse wird ausschließlich aus ästhetischen Gründen gehalten und hat keine wirtschaftliche Bedeutung.

## Zwergform
Die Zwerg-Yokohama erfreuen sich zunehmender Beliebtheit und ihre Verbreitung ist dementsprechend steigend. Der Hahn wiegt 800 g und die Henne 700 g. Die Hennen legen zwischen 80 und 100 Eier im Jahr. Diese haben ein Gewicht von 30 g und eine gelbliche Schalenfarbe. Die Zwergform wurde ebenfalls in Deutschland erzüchtet. 

## Sonderverein
Yokohama und Zwerg-Yokohama werden gemeinsam mit Sumatra und Zwerg-Sumatra vom gleichen Sonderverein betreut.